# VDNH
Expoziția Realizărilor Economiei Naționale (în rusă Выставка достижений народного хозяйства), cunoscută mai mult după acronimul VDNH (în rusă ВДНХ, echivalent în română: EREN) este un complex expozițional permanent din Moscova, Rusia, amplasat în nord-estul orașului.
Este al doilea complex expozițional ca mărime din Moscova și intră în top 50 cele mai mari centre expoziționale din lume.
Suprafața totală a teritoriului VDNH după unificarea din 2014 a teritoriilor VDNH cu cele ale grădinii botanice și a parcului «Ostankino» este de peste 520 ha, iar suprafața pavilioanelor e de 134 mii m².
În perioada 1939—1959 centrul s-a numit Expoziția Agricolă Pan-unională (Всесоюзная сельско-хозяйственная выставка; ВСХВ), iar între 1992—2014 — Centrul Expozițional Pan-rus (Всероссийский выставочный центр; ВВЦ). Centrul a revenit la denumirea veche pe 14 mai 2014, la inițiativa primarului Moscovei, Serghei Sobianin.